# Sint-Servatiuskapel (Berg)

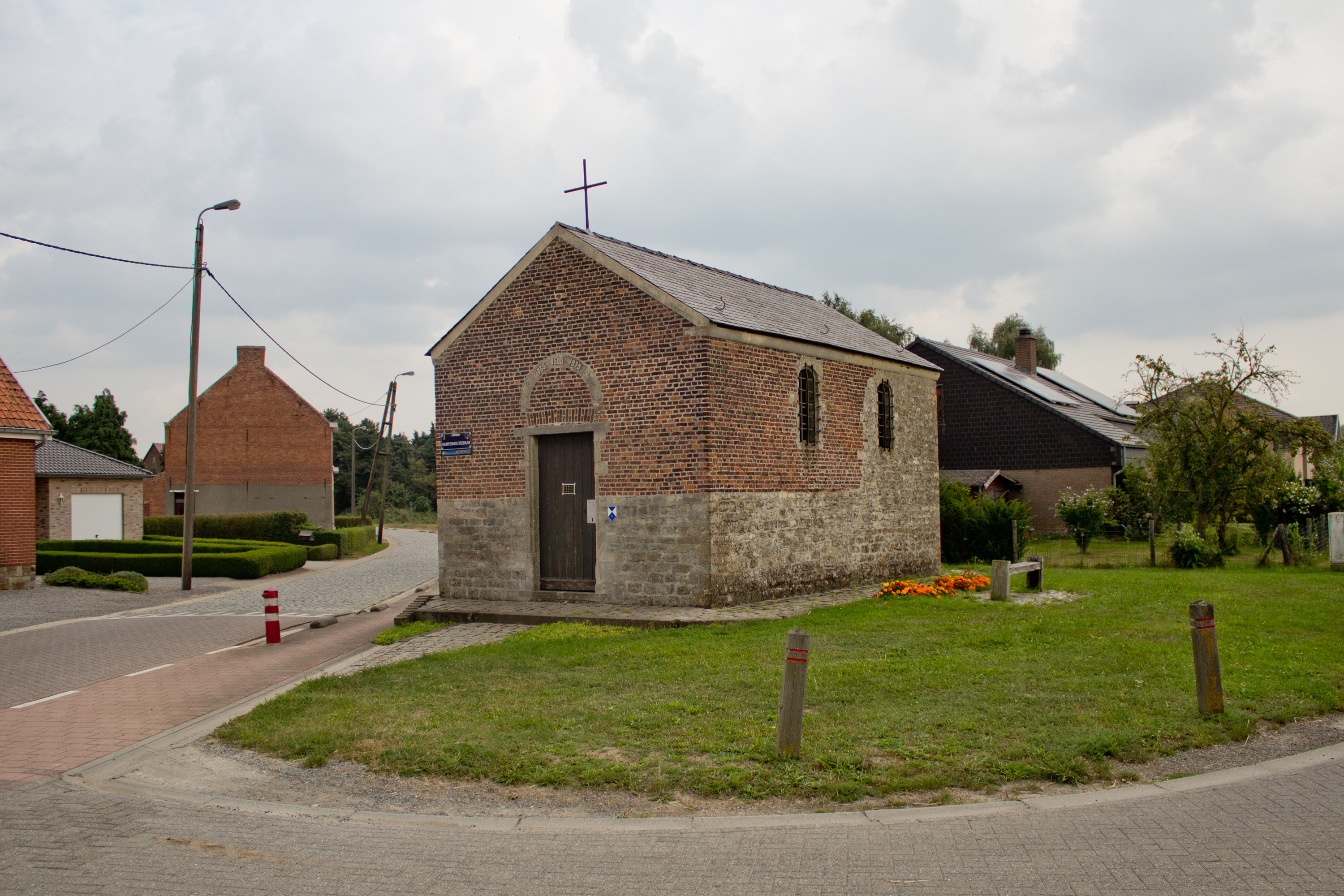
Sint-Servatiuskapel

De Sint-Servatiuskapel is een kapel in de tot de Vlaams-Brabantse gemeente Kampenhout behorende plaats Berg, gelegen aan de Kampenhoutsebaan in het gehucht Heide.
De zandstenen onderbouw van de kapel is vermoedelijk 16e-eeuws en in 1735 werd de bakstenen bovenbouw opgericht. In 1979 en 2015 werd de kapel gerestaureerd.
Het is een rechthoekig gebouw met driezijdige koorsluiting. Vroeger bezat de kapel een klokje van 1570 dat later in de kerk van Berg werd bewaard. Ook een Sint-Servatiusbeeld van omstreeks 1500 bevindt zich in de parochiekerk.
Naar de kapel kwamen ook bedevaartgangers die bescherming zochten tegen de koorts.